# Доннелли, Рори
Рори Доннелли (англ. Ruaridhri «Rory» James Patrick Donnelly; род. 18 февраля 1992, Белфаст, Северная Ирландия) — североирландский футболист, нападающий клуба «Гленторан».

## Карьера
В премьершипе Северной Ирландии дебютировал в сезоне 2010/11 за команду «Клифтонвилл». В конце декабря 2011 года перешёл в валлийский клуб английской премьер-лиги «Суонси Сити», подписав контракт до лета 2015 года, причём игроком интересовались также «Ливерпуль» и «Эвертон». К этому времени он забил 22 гола в 54 матчах североирландских лиги и кубка. В «Суонси Сити» играл в основном за резервную команду. За главную команду сыграл 2 матча: в 3-м раунде Кубка лиги 2012/13 (25 сентября 2012 года против «Кроли Тауна», выйдя на замену вместо Мичу) и в ответном матче отборочного раунда плей-офф Лиги Европы 2013/14 (против румынского «Петролула», 29 августа 2013 года). Отдавался также в аренду в «Ковентри Сити» и «Транмир Роверс». В конце мая 2015 года по окончании контракта покинул «Суонси Сити» и вскоре перешёл в «Джиллингем», заключив двухлетнее соглашение. 28 апреля 2017 года, незадолго до важного матча в борьбе за выживание в Лиге 1 против «Нортгемптон Тауна», клубом было заявлено о выводе Доннелли из состава. 15 мая стало известно, что Доннелли оштрафован на 700 фунтов стерлингов за езду на своём Range Rover без действительных постоянных прав. По окончании срока действия контракта покинул «Джиллингем». В августе 2017 года вернулся в «Клифтонвилл», подписав с североирландским клубом трёхлетний контракт. В январе 2020 года перешёл в другой клуб премьершипа — «Гленторан», подписав контракт, рассчитанный на три с половиной года. 10 апреля 2021 года в одном из матчей чемпионата забил мяч ударом головы с 36 метров. В январе 2022 года продлил контракт с «Глентораном».
В ноябре 2011 года вызывался в сборную Северной Ирландии среди игроков до 21 года на матч отоборочного турнира чемпионата Европы (U-21) против Сербии. В июне 2013 года заявлял, что не желает, чтобы его кандидатура рассматривалась в качестве претендента на место в команде, однако затем сыграл против Дании, товарищеская игра, проходившая на стадионе «Стангмор Парк» в Данганноне 14 августа 2013 года, завершилась победой датчан — 4:1.
Закончил Университет Квинс в Белфасте.
Брат Джей — также футболист.